# Johan Way

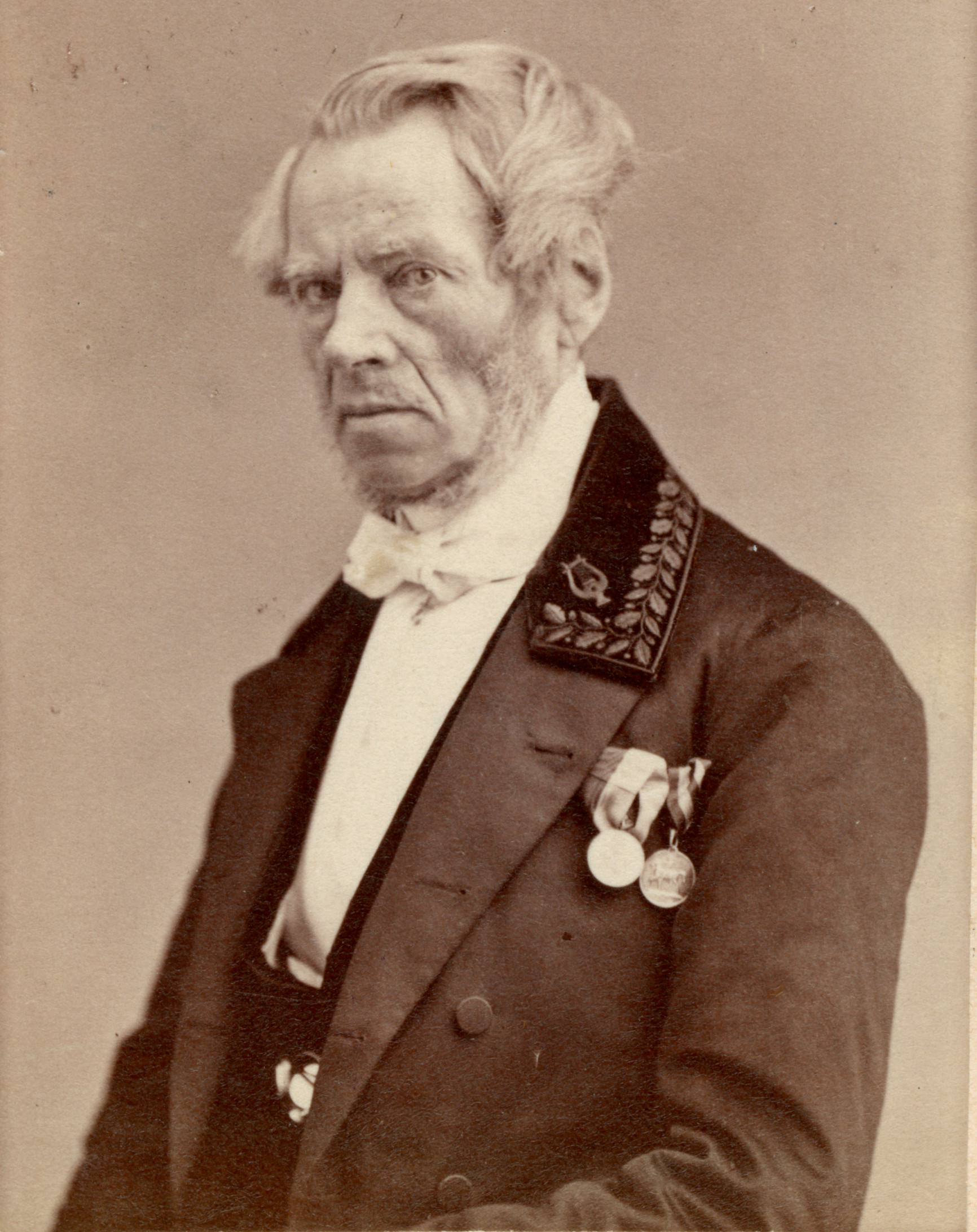
Johan Way (1860-talet),
fotografi av Henri Osti.

Johan Wilhelm Carl Way, född 11 juni 1792 i Rute socken på Gotland, död 10 april 1873 i Stockholm, var en svensk professor, militär, målare, tecknare, grafiker, akademiritmästare och skriftställare.

## Biografi
Way följde under unga år fadern Olof Way på resor till London där han fick den första utbildningen inom teckning 1807. Till en början ägnade han sig åt den militära banan och deltog som underlöjtnant vid Wendes artilleriregemente i fälttågen 1813–1814 i Tyskland och Norge. Om sina upplevelser skrev han boken Heders-Standar, Berättelser om de tilldragelser under 1813 års fälttåg i Tyskland. Way tjänstgjorde som adjutant hos Carl von Cardell och deltog i anfallet mot bland annat Grossbeeren. Han deltog även i Slaget vid Dennewitz, slaget vid Leipzig med flera slag. 1816 avlade han stora artilleriexamen. Way bytte svärdet mot penseln och tog avsked 1819 som löjtnant. Han begav sig därefter utomlands för mångåriga konststudier, och fick bland annat en grundlig skolning i miniatyrmåleri av Marie Latour och hennes son Alexandre de Latour i Bryssel.
År 1820 återkom Way till Sverige och fick ställning som hovmålare och professor vid Konstakademien och blev följande år ledamot av akademien. Troligen lärde han sig gravera av Fredrik Boije, och han studerade bland annat glasmåleri i London och Paris 1826. Way var en skicklig glas- och miniatyrmålare och målade bland annat Uppsala domkyrkas gustavianska gravkor. Han sägs ha använt en apparat för glasmåleriet. På egen bekostnad uppförde Way en anläggning i Uppsala för färgat och målat bränt glas.
Way utvecklade en verklig miniatyrstil och utförde ett hundratal porträtt i direkt anknytning till det samtida måleriet; bland annat anlitades han flitigt av kungahuset. Hans miniatyrer är utpenslade med  noggrannhet och koloriten tonas i empirens lätta kyliga skalor. Även Ways oljemålningar uppvisar ofta samma petiga och sirliga miniatyrteknik.
Han initierade på 1830-talet Uppsala universitets konstmuseum, ett av de största i Sverige när det gäller äldre konst, och ansvarade även för inventarierna på Hammarby, Carl von Linnés lantställe utanför Uppsala.
Åren 1831–1872 innehade han ritmästarbefattningen vid Uppsala universitet, och gjorde på denna post en bestående insats.  Han grundade och ordnade universitetets konstmuseum i Gustavianum, och blev dess prefekt 1858. Way ledde under 1840-talet ombyggnationen av Gustavianum, och utförde även 1844 slutritningen för det nya Uppsalaobservatoriet. Hans lärobok i teckning, Lärobok i de tecknade konsternas första grunder utkom 1842. Han var lärare i konstlitteratur vid Konstakademien 1842–1848 och 1843 fick han efterträda Jacob Axel Gillberg som lärare i miniatyrmålning vid Konstakademien. Han utnämndes till hovminiatyrmålare 1846. Way hade redan 1829 sökt ett stipendium från Konstakademien men fått avslag och när han 1838 ansökte om 1000 riksdaler för att studera glasmålning i München beviljade akademin ansökan men betalade inte ut några pengar. Way reste då till München på eget bevåg och egen kostnad, efter att han tillträtt sina befattningar vid akademin 1842 betalades beloppet ut. Way utvecklade en egen miniatyrstil och utförde omkring 100 miniatyrporträtt vara flera för kungahuset. Hans miniatyrer är utpenslade med en stor noggrannhet där koloriten är tonad i empirens lätta färger. Även hans större oljemålningar uppvisar samma noggranna teknik som han använde till sina miniatyrer.

## Verk
Way är representerad vid bland annat Nationalmuseum, däribland med flera arbeten i Wicanderska miniatyrsamlingen, Nordiska museet, Konstakademien, Vetenskapsakademien, på Skoklosters slott och Rosendals slott (Stockholsmotiv), Norrköpings Konstmuseum, Uppsala  universitets konstmuseum och Carolina rediviva (ett tjugotal teckningar), Gotlands fornsal i Visby, Göteborgs konstmuseum, Sinebrychoffska samlingen i Helsingfors och Musée Bernadotte i Pau, Frankrike.
Till de mest kända verken hör glasfönstermålningarna i Gustavianska gravkoret i Uppsala domkyrka 1831–1841 och oljemålningen "Karl XIV Johans besök vid Uppsala högar" (1834). Innan Way påbörjade arbetet med fönstren i Vasakoret i sin nyupprättade verkstad i Marieberg, Stockholm, åkte han på studieresor till England, Tyskland och Frankrike för att lära sig hantverket. Fönstren i Vasakoret kom att få stor uppmärksamhet och blev omtalade i press och skönlitteratur.
Som karaktärstolkare visar han sin bästa förmåga i ett självporträtt (Sinebrychoffska samlingen). Hans bilder återger även Karl XIV Johan och drottning Desideria, dåvarande kronprinsparet Oscar I och Josefina av Leuchtenberg, uppfinnare John Ericsson (London 1826, Nationalmuseum) och skådespelerskan Emilie Högqvist (Stockholms Högskola). Han medverkade perioden 1822–1860 ett tiotal gånger i Konstakademiens utställningar och han var representerad vid industri och konstutställningen i Köpenhamn 1872. Åtskilliga av hans bilder har blivit litografier.

### Miniatyrer i urval

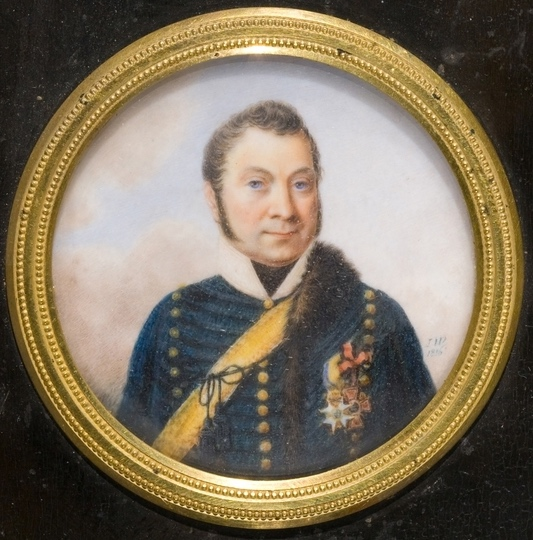
Löjtnant Carl Gustaf Flodin bärandes Wendes artilleriregementes uniform m/1815. Porträtt från 1816.
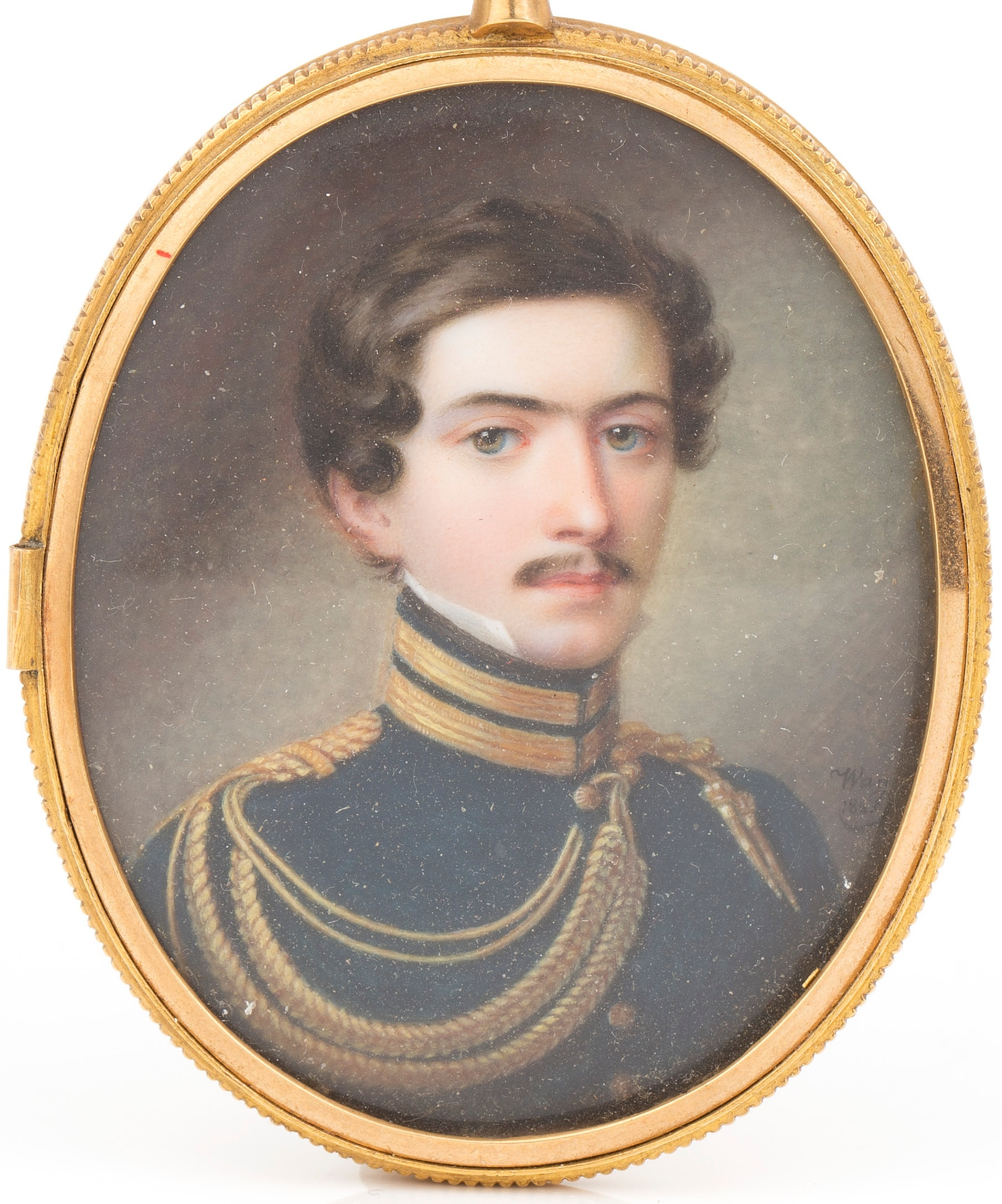
Carl af Geijerstam i uniform för Svea artilleriregemente. Målning från 1825.
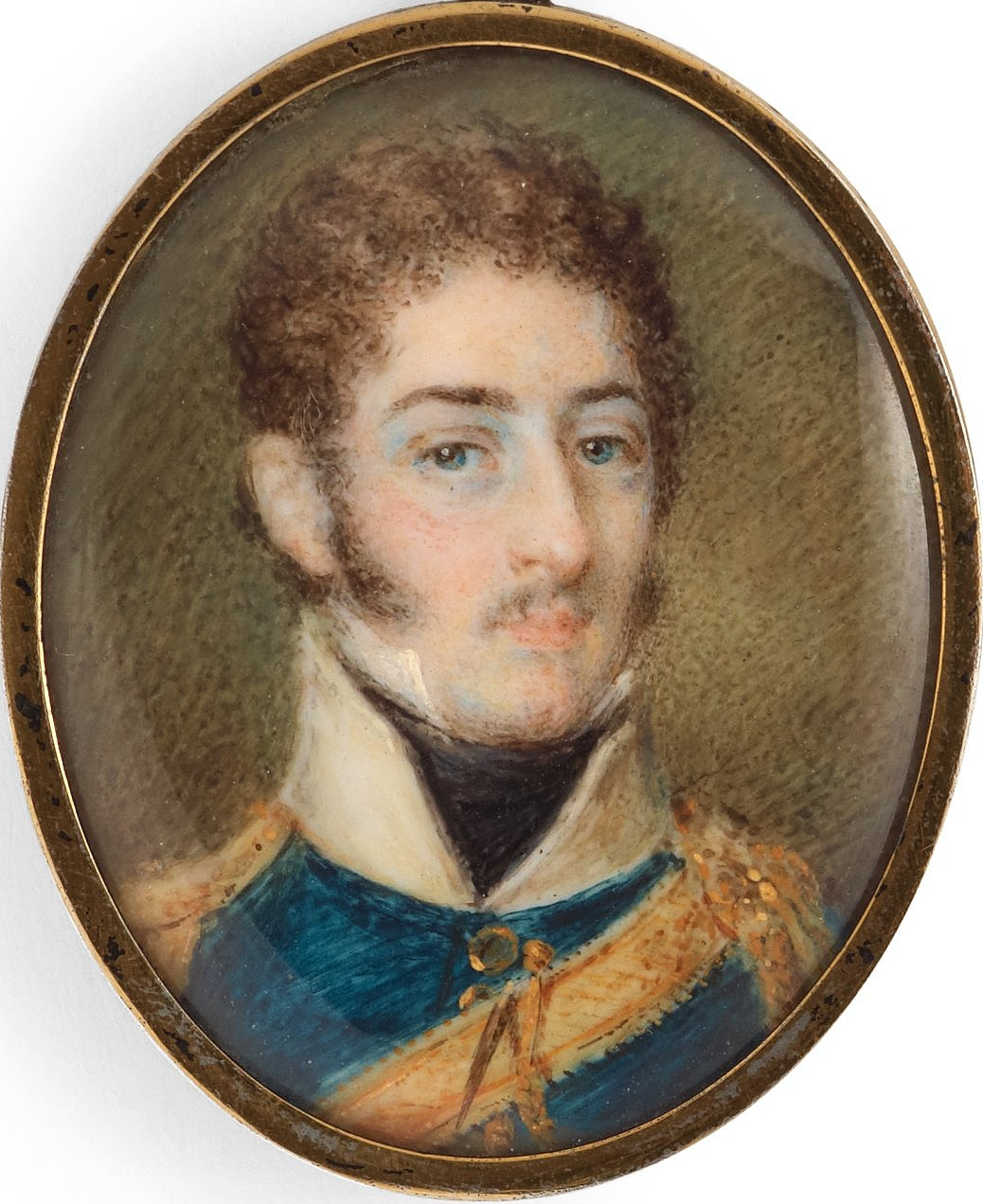
Greve Gustaf Johan Taube.
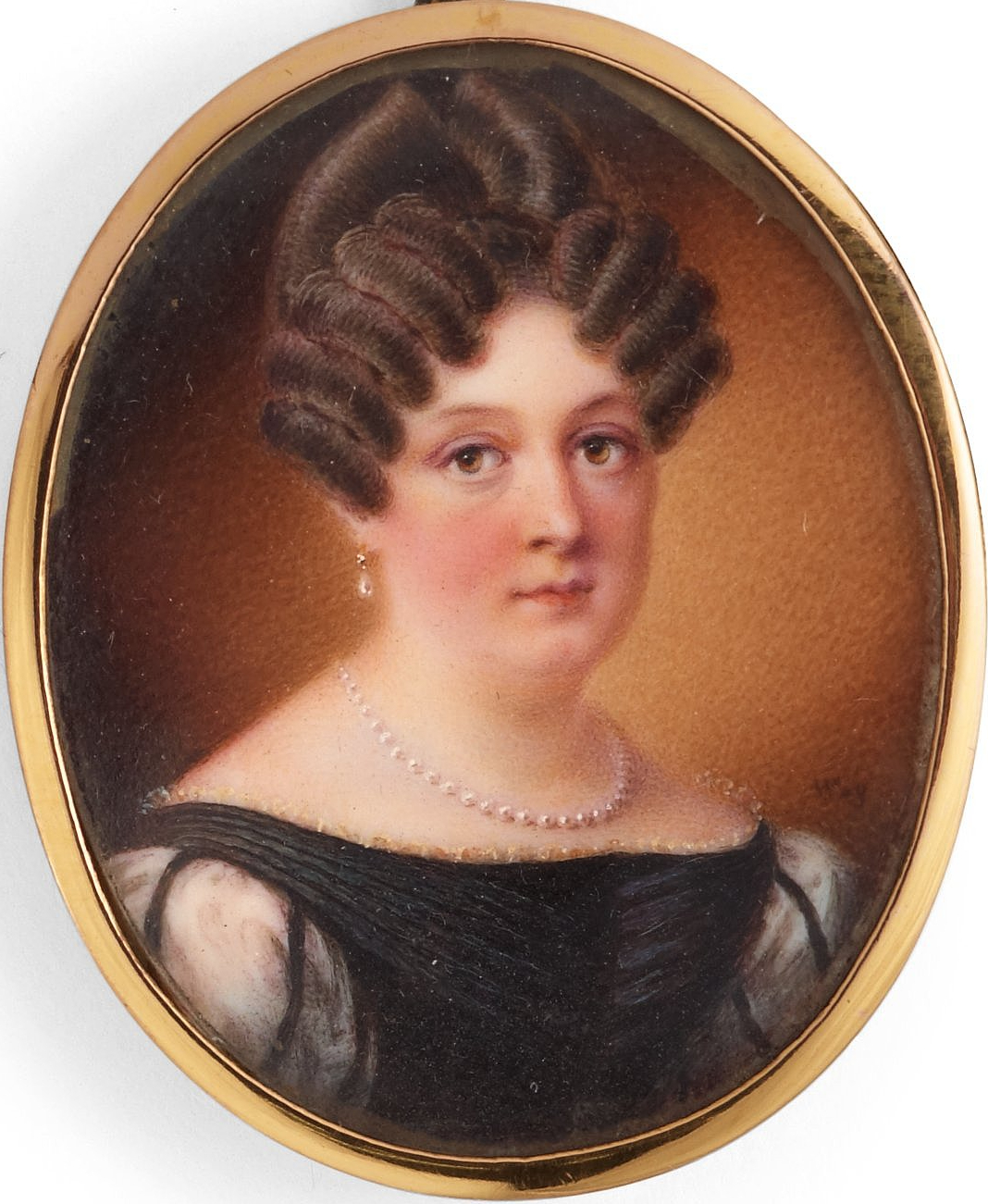
Grevinnan Christina Ulrika Taube.
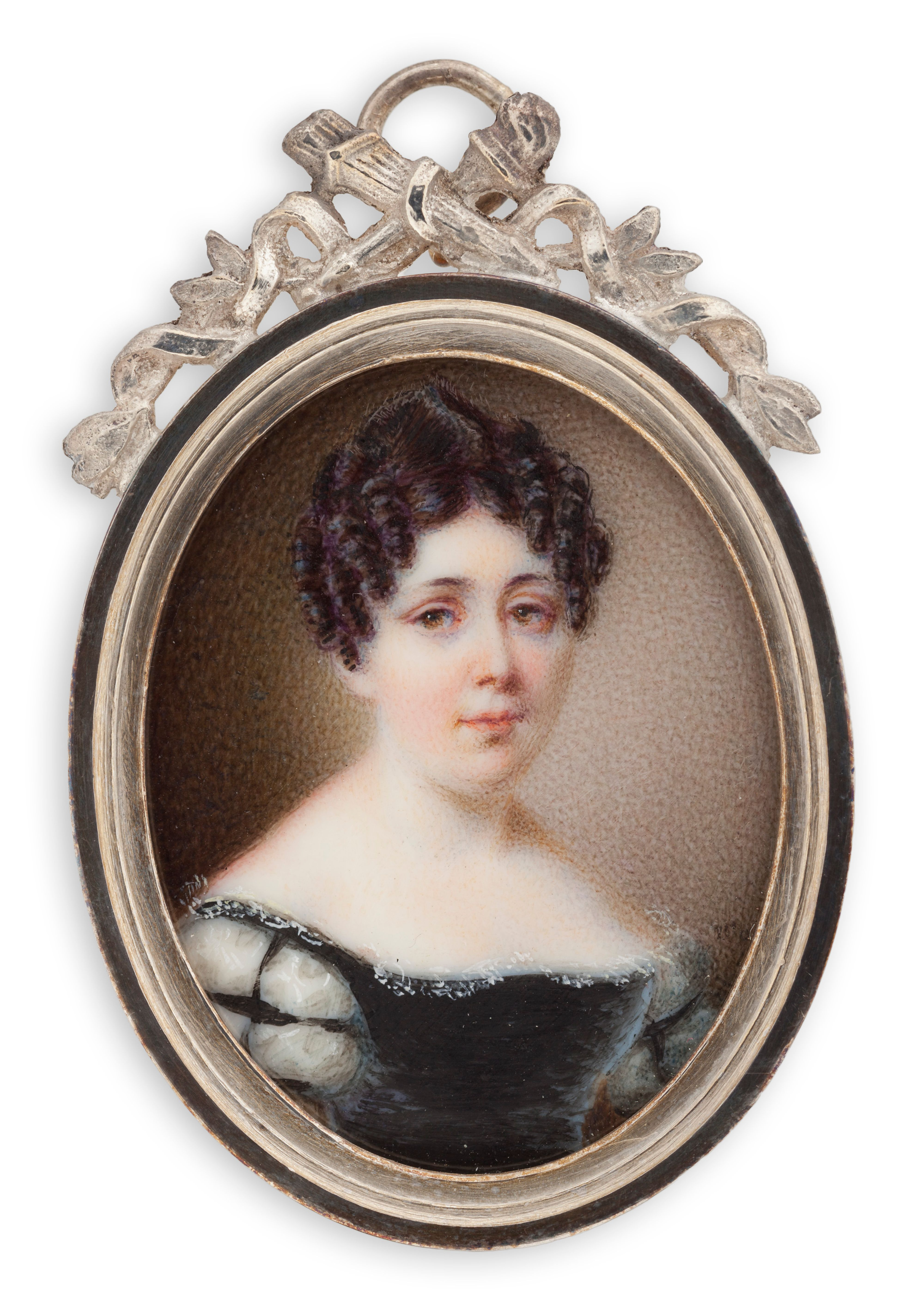
Porträtt av drottning Desideria.
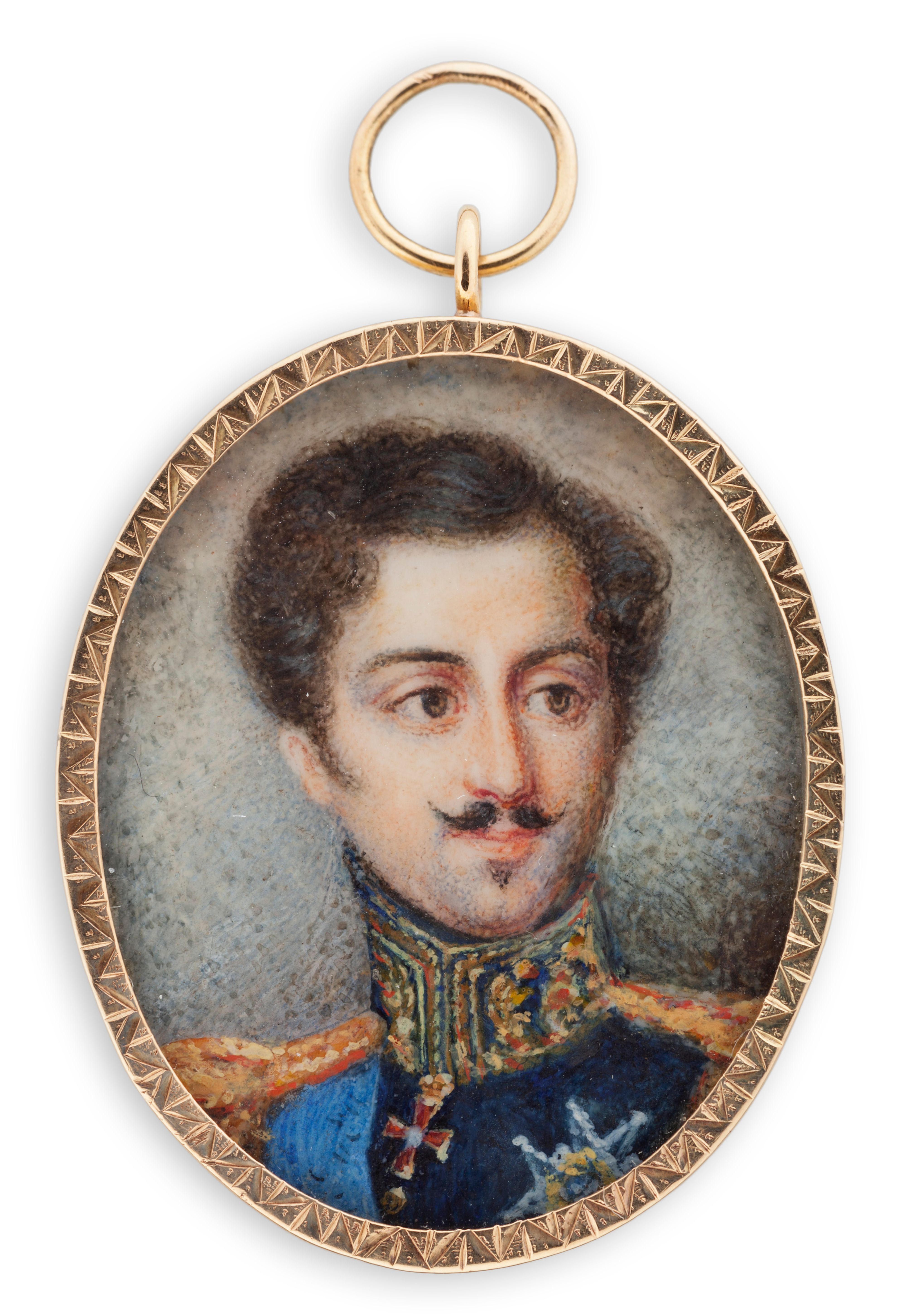
Porträtt av Oscar I.
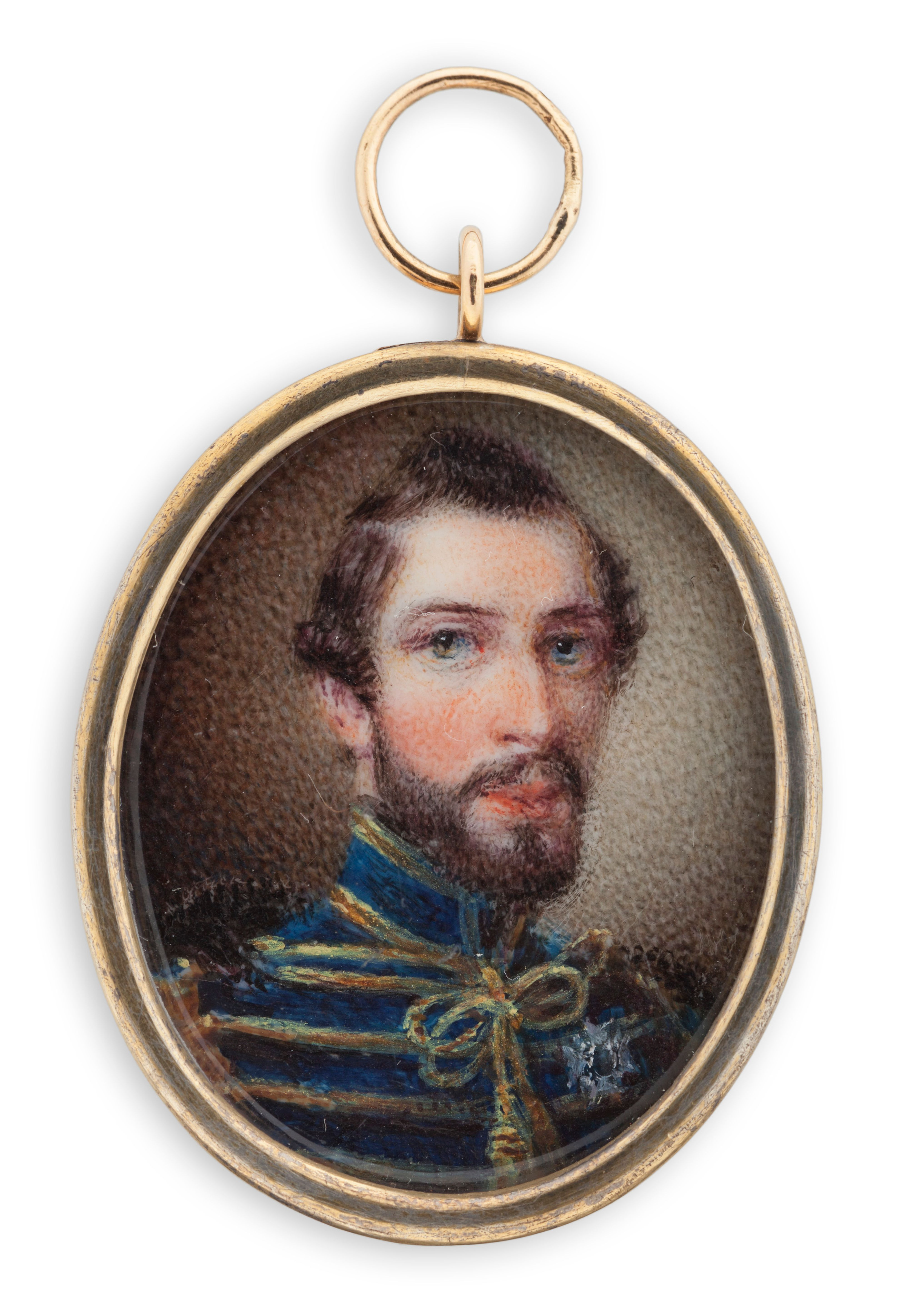
Porträtt av Karl XV.

### Målningar i urval

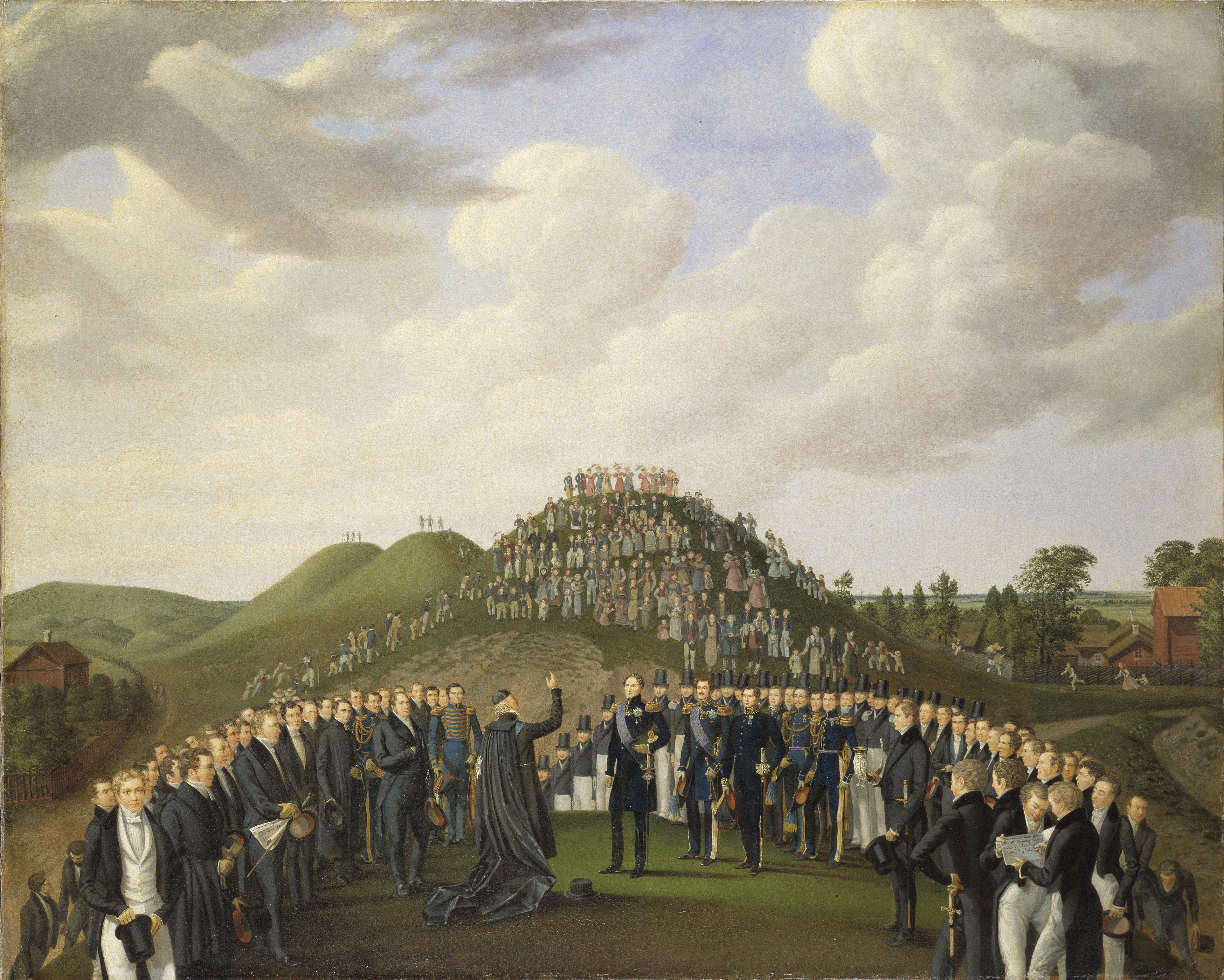
Carl XIV Johans besök vid Uppsala högar 1834. Målning från 1836.
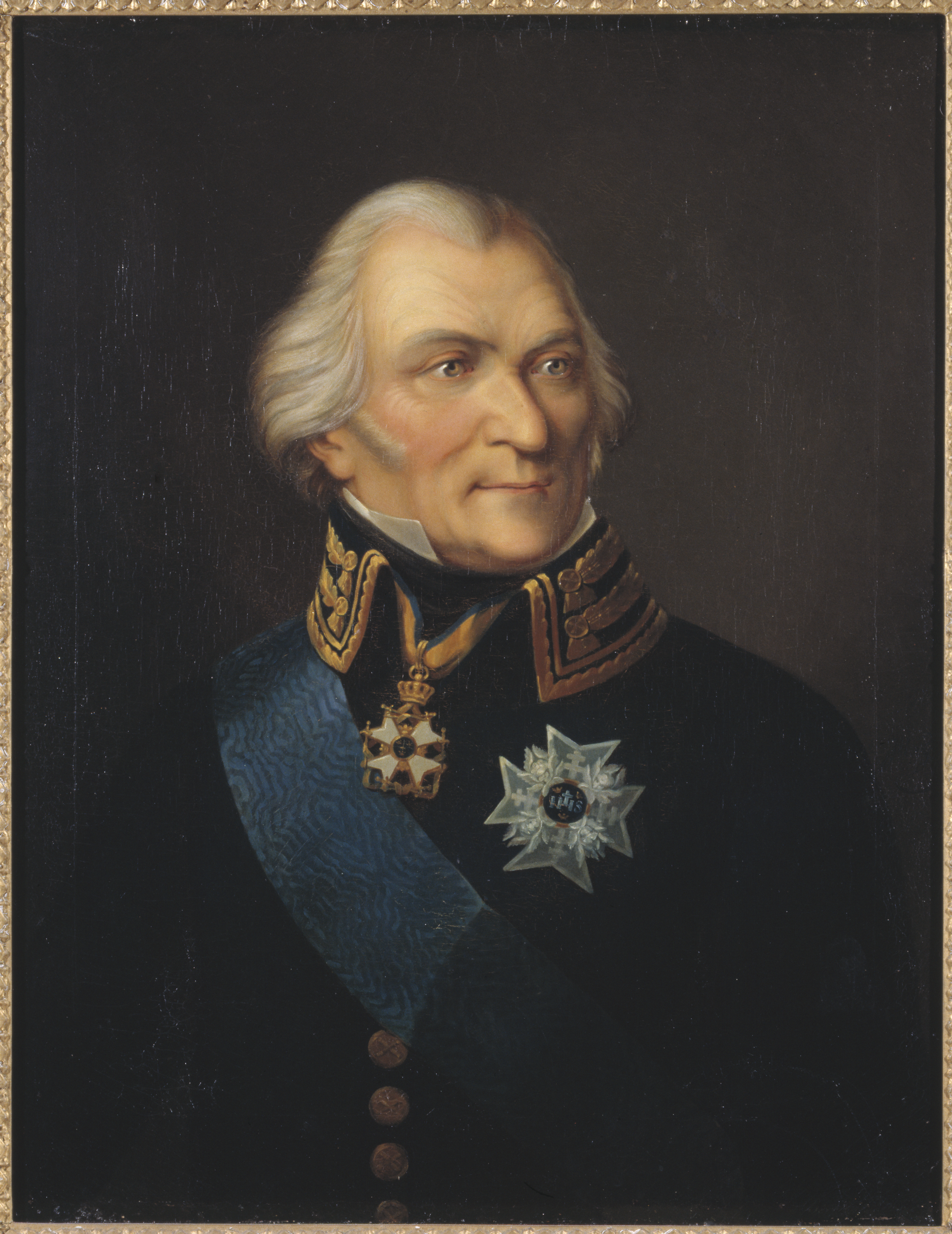
Fältmarskalk Johan Kristoffer Toll i uniform. Målning av Johan Way.

## Familj
Way var son till konstruktionslöjtnanten Olof Way och Maria Eleonora Lutteman. Han ingick äktenskap 1827 med konstnärinnan Marie Therese Way född Hästesko Fortuna. De fick en dotter Josefina Theresia Way (1833–1924), gift med Johan Carl Matthias Matthiesen (1832–1917). Ätten Way härstammar från Magnus Wasa via grenen Von Liewen genom Olivia Taga Sophia Von Liewen (Friherrina, stiftsjungfru, Borgmästarinna Wisby, Gotland och ätten Yxkull via Reinhold Johan Von Yxkull-Gyllenband (1595-1643). Magnus Wasa var son till Gustav Vasa I.